# 有田町立曲川小学校
有田町立曲川小学校（ありたちょうりつまがりかわしょうがっこう）は、佐賀県西松浦郡有田町黒川（くろごう）にある公立小学校。

## 概要
有田焼の産地として知られる有田町にある。2022年、創立120周年を迎えた。2021年度の児童数は279名（特別支援学級の9名を含む）。

## 沿革
- 1872年（明治5年）- 「曲川小学校」が設立される。
- 1876年（明治9年）- 岩原小学校、「南川良小学校」、「本村小学校」が設立される。
- 1883年（明治16年）- 「大木山谷曲川三村組合立涵養小学校 南川良分校・本村分校」となる。岩原小学校は廃止される。
- 1886年（明治19年）- 「大山曲川二村組合立尋常涵養小学校 南川良分校・本村分校」に改称。
- 1889年（明治22年）4月 -「大山曲川二村組合立尋常涵養小学校 南川良分校・本村分校」に改称。
- 1891年（明治24年）4月 - 高等科を併置の上、「大山曲川二村組合立涵養尋常高等小学校 南川良分校・本村分校」に改称。
- 1898年（明治31年）6月 - 南川良分校と本村分校が統合の上、「大山曲川二村組合立涵養尋常高等小学校 曲川分校」となる。
- 1901年（明治34年）4月 - 分離の上、「曲川尋常小学校」に改称。
- 1903年（明治36年）
  - 3月 - 涵養小学校が高等科のみの「大山曲川二村組合立涵養高等小学校」となる。
  - 4月 - 校舎を1棟増築。
- 1908年（明治41年）4月 - 涵養高等小学校の廃止に伴い、高等科を併置の上、「曲川尋常高等小学校」に改称。この時、改正小学校令の施行により、義務教育年限（尋常科の修業年限）が4年から6年に延長される（尋常科6年・高等科2年）。
- 1909年（明治42年）- 校舎を1棟増築。
- 1918年（大正7年）4月 - 曲川農業補習学校が併設される。
- 1926年（大正15年）7月- 農業補習学校が青年訓練所充当となる。
- 1928年（昭和3年）- 農業補習学校が小学校高等科と統合の上、曲川公民学校となったため、「曲川尋常小学校」に改称。
- `1932年（昭和9年）10月 - 講堂が完成。
- 1935年（昭和10年）- 青年学校令により、曲川公民学校が曲川実業青年学校に改称。
- 1936年（昭和11年）- 講堂が完成。
- 1941年（昭和16年）4月 - 国民学校令の施行により、「曲川国民学校」に改称。尋常科を初等科に改める（初等科6年）。
- 1944年（昭和19年）4月 - 実業青年学校との併設を改称。
- 1947年（昭和22年）4月 - 学制改革（六・三制）が行われる。
  - 国民学校初等科は「曲川村立曲川小学校」に改組される。
  - 青年学校普通科は新制中学校「曲川村立曲川中学校」に改組され、青年学校校舎の使用を継続。
- 1955年（昭和30年）4月1日 - 西有田村の発足により、「西有田村立曲川小学校」に改称。
- 1956年（昭和31年）1月1日 - 西有田村の分村により、校区が改定され、南川良地区の児童が有田町立有田中部小学校へ転出。
- 1965年（昭和40年）4月1日 - 西有田町の発足により、「西有田町立曲川小学校」に改称。特殊学級を設置。
- 1966年（昭和41年） - 鉄筋コンクリート2階造の新校舎が完成。
- 1969年（昭和44年）7月 - プールが完成。
- 1972年（昭和47年）4月 - 特殊学級を設置。
- 1981年（昭和56年）2月 - 北校舎を改築。
- 1982年（昭和57年）3月 - 体育館が完成。
- 2006年（平成18年）3月1日 - 有田町との合併により、「有田町立曲川小学校」（現校名）に改称。

## 通学区域
原明（はらあけ）、楠木原（くすきばる）、上本（かみほん）、舞原（まいばる）、下本（しもほん）、代々木（よよぎ）、北ノ川内（きたのかわち）、黒川（くろごう）、仏ノ原（ほとけのはら）、下内野（しもうちの）、上内野（かみうちの）、蔵宿（ぞうしゅく）

## 進学先中学校
- 有田町立西有田中学校

## 校区内の主な施設
- 有田消防署
- 有田町立炎の博記念堂
- 深川製磁チャイナ・オン・ザ・パーク

## 交通
- 松浦鉄道西九州線黒川駅から徒歩4分、車で1分（0.3 kｍ）
- JR佐世保線有田駅から車で6分（3.3 kｍ）
- 有田町コミュニティバス　曲川小学校前
- 西九州自動車道佐世保三川内インターチェンジから車で5分（3.5 km）

## 参考資料
- 「西有田町史 下巻」（西有田町史編さん委員会, 1988年（昭和63年）9月30日発行）